# Charlotte Kemp
Charlotte Kemp, född 1790, död 1860, var en nyzeeländsk missionär. Hon anlände till Kerikeri på New Zeland med sin make och kollega James Kemp år 1828, och de skötte sedan en missionstation där fram till 1848. Stationen tillhörde de första på Nya Zeeland, och Kemp var en av de första europeiska kvinnorna på Nya Zeeland. Hon undervisade flickor och småbarn, medan maken undervisade äldre pojkar och män i de skolor missionstationen upprättade. 